# Puktörneblåvinge
Puktörneblåvinge (Polyommatus icarus)  är en fjäril i familjen juvelvingar.

## Utbredning
Utbredningsområdet sträcker sig från Kanarieöarna och Nordafrika över Europa till Uralbergen och Centralasien.
Arten förekommer i hela Norden. I Sverige finns den i hela landet (inklusive Gotska Sandön), dock tätast i Götaland och Svealand. I Finland har den observerats i hela landet utom längst i nordost. Den minskar svagt i Sverige och Finland, dock utan att vara rödlistad i någotdera landet.

## Biotop
Puktörneblåvingen lever på de flesta öppna platser, där solljuset når ned till grästäckt jord, till exempel vägrenar, hedar, ängar, betesmarker och skogsgläntor. Men den trivs inte så bra på våt mark. Ett ytterligare krav på miljön är att larvens värdväxt finns tillgänglig, oftast käringtand men också andra ärtväxter, som rödklöver och, som namnet antyder, puktörnen (Ononis). I södra Sverige syns de första puktörneblåvingarna för året i maj och med lite tur kan man stöta på en så sent som i september.  

## Utseende
Hannarna är lysande blå på ovansidan, medan honorna finns i många variationer från mörkt chokladbrun med orange fläckar, till ljust blå, som hannen. Fjärilens vingspann är 22–33 mm, utan någon större storleksskillnad mellan könen. 

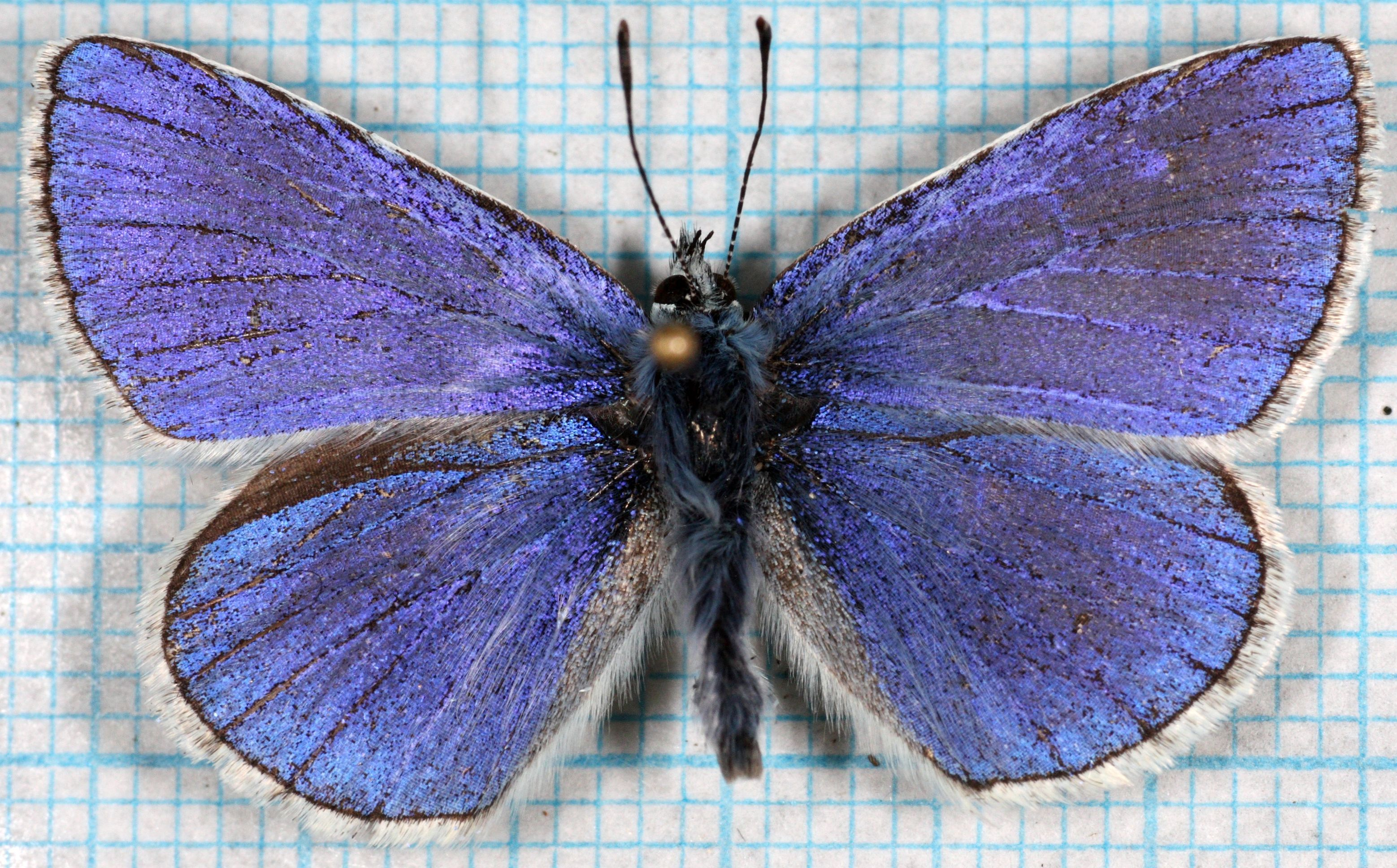
Hane, ovansidan
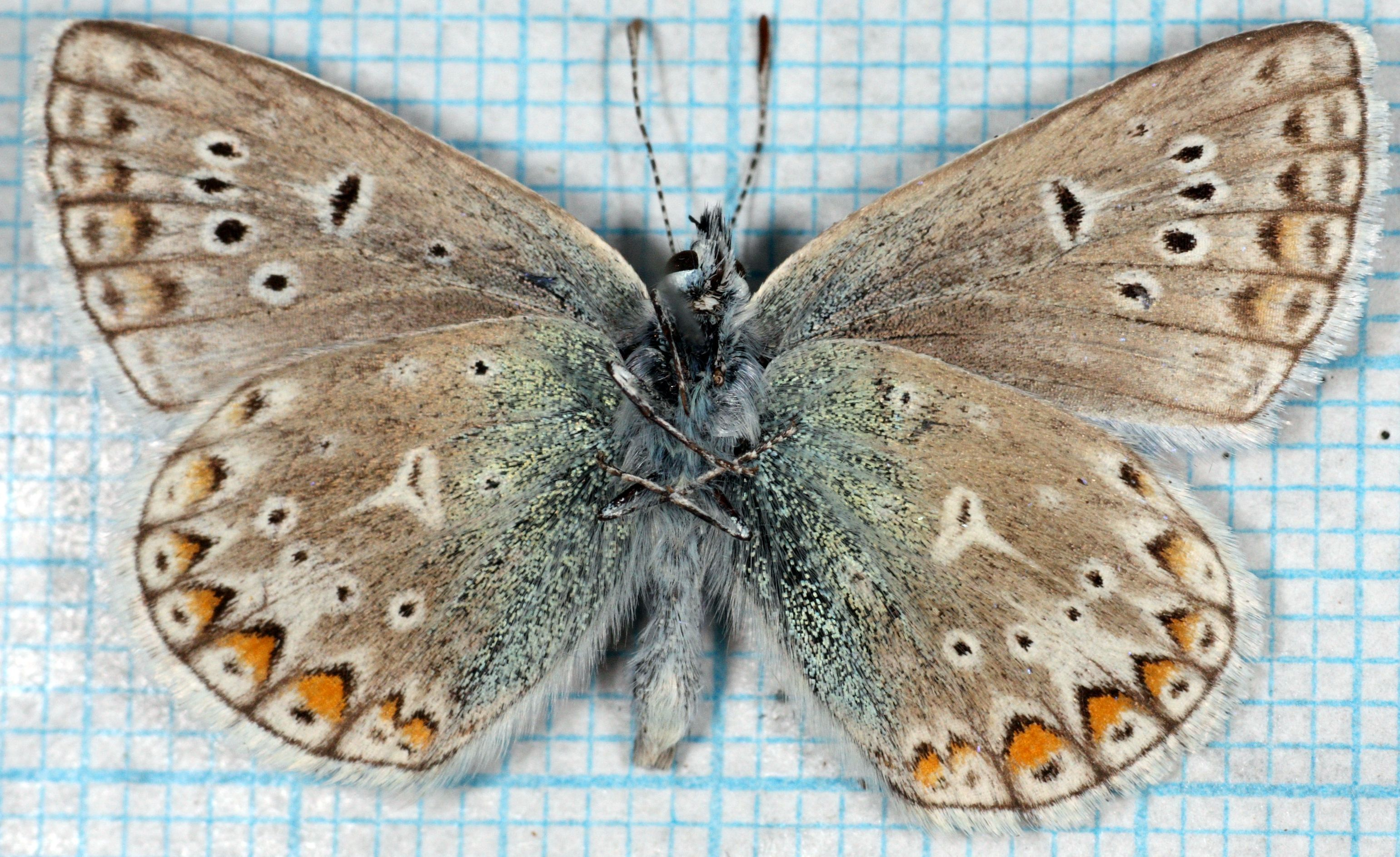
Hane, undersidan
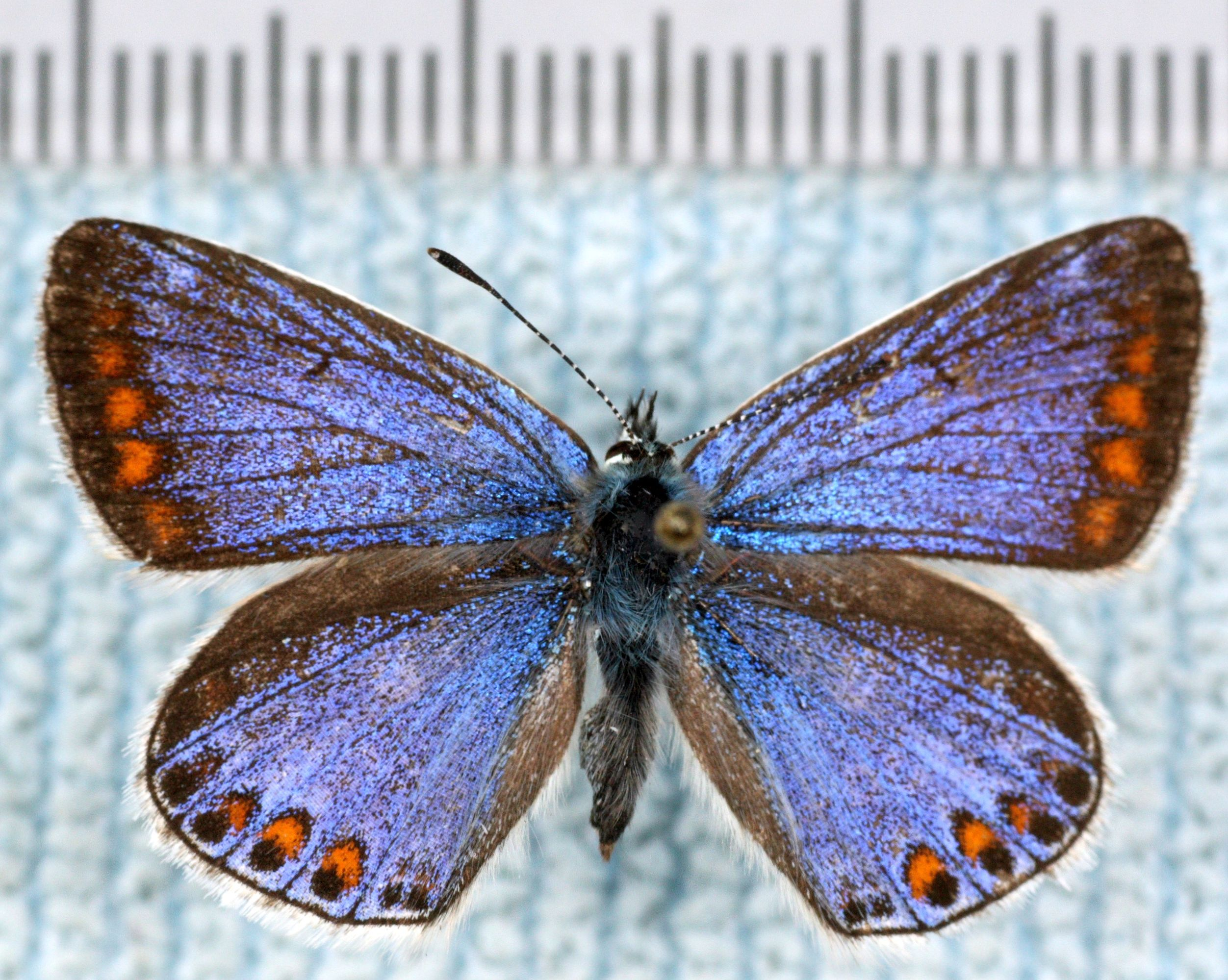
Hona, ovansidan
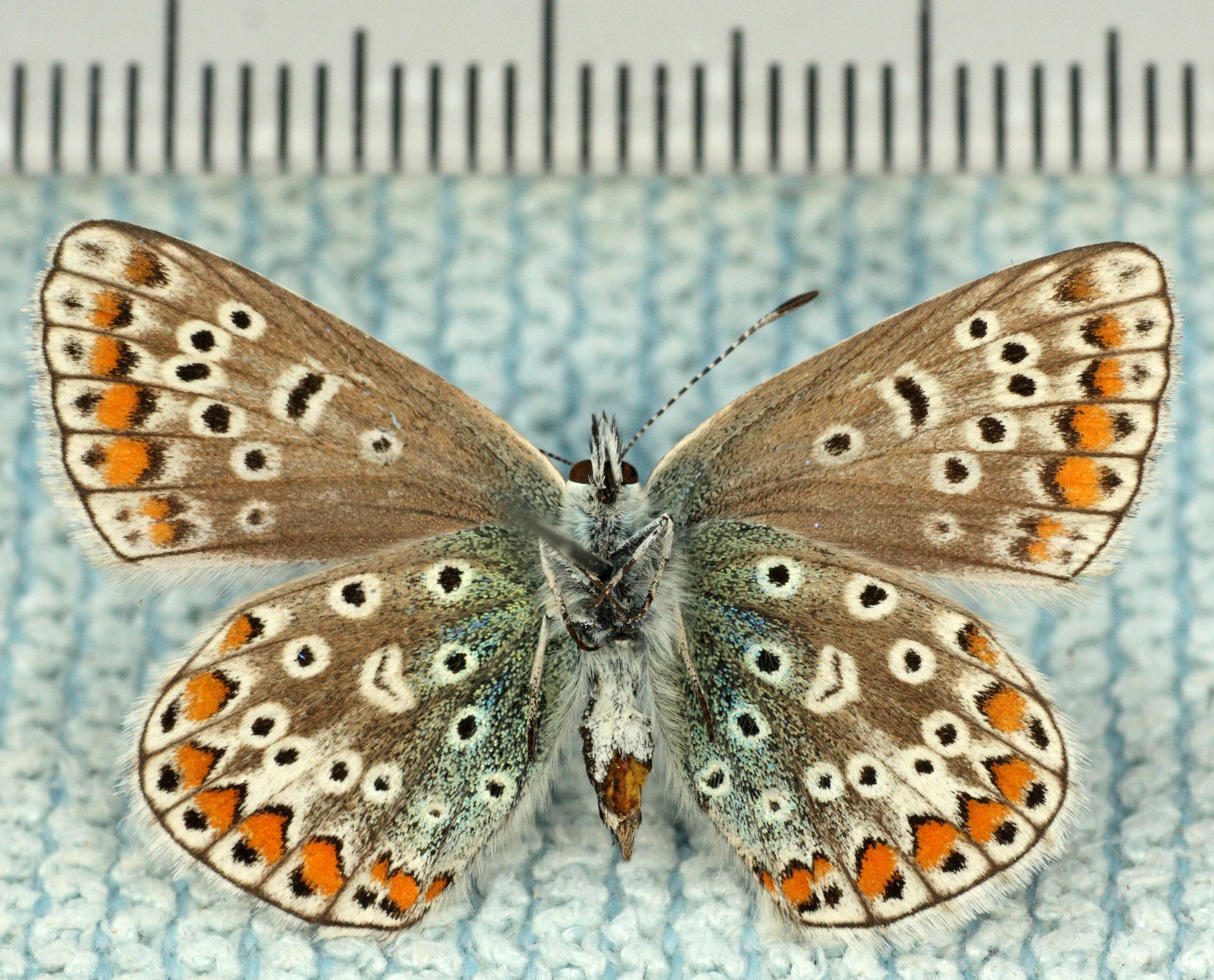
Hona, undersidan

## Livscykel
Den långa flygtiden beror delvis på att denna fjäril har upp till tre generationer på en sommar. En vecka efter att ägget lagts kläcks larven ut. Larven förpuppas efter ytterligare ungefär 4 veckor och den vuxna fjärilen (imagon) kommer ut ur puppan 10–20 dagar senare. Larverna i den sista generationen för året övervintrar tätt intill markytan nära värdväxten. 

## Underarter
Puktörneblåvingen indelas i flera underarter där P. i. septentrionalis förekommer norr om polcirkeln och P. i. jotunensis i fjälltrakterna i södra Norge.

### Fotnoter
1. 1 2 3 4 5  Claes U. Eliasson (2005, 2015). ”Polyommatus icarus Puktörneblåvinge”. Artdatabanken. Arkiverad från originalet den 1 september 2017. https://web.archive.org/web/20170901064544/https://artfakta.artdatabanken.se/taxon/201146. Läst 1 september 2017.
2. 1 2  Lauri Kaila (2010). ”puktörneblåvinge (Polyommatus icarus)”. Finlands artdatacenter. Arkiverad från originalet den 1 september 2017. https://web.archive.org/web/20170901064722/https://laji.fi/sv/taxon/MX.60867. Läst 1 september 2017.